# Jean-Pierre Miens
Jean-Pierre Miens, né le 1er novembre 1949, est un gymnaste français. Il est originaire de la Nièvre.

## Carrière sportive
Il a été champion de France en 1967 alors qu'il était licencié au club de l'association sportive amicale de Vauzelles omnisports.
Il a notamment participé aux Jeux olympiques d'été de 1972, terminant 13e du concours général de gymnastique par équipes. Ses coéquipiers étaient Christian Guiffroy, Christian Deuza, Henry Boério, Bernard Farjat et Georges Guelzec.